# Lista actualilor șefi de stat și de guvern
Aceasta este o listă a actualilor șefi de stat și de guvern. În unele cazuri, în principal în sistemele prezidențiale, există un singur lider care ocupă simultan funcțiile de șef de stat și șef de guvern. În alte cazuri, în special în sistemele semiprezidențiale și parlamentare, șeful statului și șeful guvernului sunt persoane diferite.
Lista include numele șefilor de stat și de guvern aleși sau numiți recent care vor prelua funcția la o dată stabilită, în calitate de președinți aleși și prim-miniștri desemnați, precum și cei care conduc un guvern în exil, dacă sunt recunoscuți internațional.

## State independente
În această secțiune sunt incluse numele șefilor de stat și de guvern ale celor 193 de țări recunoscute în general de comunitatea internațională ca fiind state independente. Acestora li se adaugă Vaticanul care este membru observator al ONU. Numele scurte ale țărilor sunt în concordanță cu formele oficiale convenite de Grupul de experți al Națiunilor Unite în domeniul denumirilor geografice.
| Stat                            | Șef de stat | Șef de guvern                                                             |
| ------------------------------- | --- | ------------------------------------------------------------------------- |
| Afganistan                      | Emir – Hibatullah Akhundzada | Emir – Hibatullah Akhundzada                                              |
| Africa de Sud                   | Președinte – Cyril Ramaphosa | Președinte – Cyril Ramaphosa                                              |
| Albania                         | Președinte – Bajram Begaj | Prim-ministru – Edi Rama                                                  |
| Algeria                         | Președinte – Abdelmadjid Tebboune | Prim-ministru – Nadir Larbaoui                                            |
| Andorra                         | Coprincipe Episcopal – Josep-Lluís Serrano Pentinat Reprezentant Personal al Coprincipelui Episcopal – Eduard Ibáñez Coprincipe Francez – Emmanuel Macron Reprezentant Personal al Coprincipelui Francez – Patrice Faure | Șef de Guvern – Xavier Espot Zamora                                       |
| Angola                          | Președinte – João Lourenço | Președinte – João Lourenço                                                |
| Antigua și Barbuda              | Rege – Charles al III-lea Guvernator General – Rodney Williams | Prim-ministru – Gaston Browne                                             |
| Arabia Saudită                  | Rege – Salman | Prim-ministru – Salman                                                    |
| Arabia Saudită                  | Rege – Salman | Prim-viceprim-ministru – Mohammad bin Salman                              |
| Argentina                       | Președinte – Javier Milei | Președinte – Javier Milei                                                 |
| Armenia                         | Președinte – Vahagn Khachaturyan | Prim-ministru – Nikol Pașinian                                            |
| Australia                       | Rege – Charles al III-lea Guvernator General – Sam Mostyn | Prim-ministru – Anthony Albanese                                          |
| Austria                         | Președinte – Alexander Van der Bellen | Cancelar – Christian Stocker                                              |
| Azerbaidjan                     | Președinte – Ilham Aliyev | Prim-ministru – Ali Asadov                                                |
| Bahamas                         | Rege – Charles al III-lea Guvernator General – Cynthia A. Pratt | Prim-ministru – Philip Davis                                              |
| Bahrain                         | Rege – Hamad bin Isa Al Khalifa | Prim-ministru – Salman bin Hamad Al Khalifa                               |
| Bangladesh                      | Președinte – Shahabuddin Chuppu | Prim-ministru – Muhammad Yunus                                            |
| Barbados                        | Președinte – Sandra Mason | Prim-ministru – Mia Mottley                                               |
| Belarus                         | Președinte – Aleksandr Lukașenko | Prim-ministru – Roman Golovchenko                                         |
| Belgia                          | Rege – Filip | Prim-ministru – Bart De Wever                                             |
| Belize                          | Rege – Charles al III-lea Guvernator General – Froyla Tzalam | Prim-ministru – Johnny Briceño                                            |
| Benin                           | Președinte – Patrice Talon | Președinte – Patrice Talon                                                |
| Bhutan                          | Rege – Jigme Khesar Namgyel Wangchuck | Prim-ministru – Tshering Tobgay                                           |
| Bolivia                         | Președinte – Luis Arce | Președinte – Luis Arce                                                    |
| Bosnia și Herțegovina           | Înalt Reprezentant – Christian Schmidt | Înalt Reprezentant – Christian Schmidt                                    |
| Bosnia și Herțegovina           | Șef al Președinției – Željko Komšić (croat) | Șef al Consiliului de Miniștri – Borjana Krišto                           |
| Bosnia și Herțegovina           | Membru al Președinției – Željka Cvijanović (sârb) | Șef al Consiliului de Miniștri – Borjana Krišto                           |
| Bosnia și Herțegovina           | Membru al Președinției – Denis Bećirović (bosniac) | Șef al Consiliului de Miniștri – Borjana Krišto                           |
| Botswana                        | Președinte – Duma Boko | Președinte – Duma Boko                                                    |
| Brazilia                        | Președinte – Luiz Inácio Lula da Silva | Președinte – Luiz Inácio Lula da Silva                                    |
| Brunei                          | Sultan și Prim-ministru – Hassanal Bolkiah | Sultan și Prim-ministru – Hassanal Bolkiah                                |
| Bulgaria                        | Președinte – Rumen Radev | Prim-ministru – Rosen Zhelyazkov                                          |
| Burkina Faso                    | Președinte – Ibrahim Traoré | Prim-ministru – Jean Emmanuel Ouédraogo                                   |
| Burundi                         | Președinte – Évariste Ndayishimiye | Prim-ministru – Nestor Ntahontuye                                         |
| Cabo Verde                      | Președinte – José Maria Neves | Prim-ministru – Ulisses Correia e Silva                                   |
| Cambodgia                       | Rege – Norodom Sihamoni | Prim-ministru – Hun Manet                                                 |
| Camerun                         | Președinte – Paul Biya | Prim-ministru – Joseph Ngute                                              |
| Canada                          | Rege – Charles al III-lea Guvernator General – Mary Simon | Prim-ministru – Justin Trudeau                                            |
| Cehia                           | Președinte – Petr Pavel | Prim-ministru – Petr Fiala                                                |
| Chile                           | Președinte – Gabriel Boric | Președinte – Gabriel Boric                                                |
| China                           | Secretar General al Partidului Comunist – Xi Jinping | Secretar General al Partidului Comunist – Xi Jinping                      |
| China                           | Președinte – Xi Jinping | Premier al Consiliului de Stat – Li Qiang                                 |
| Ciad                            | Președinte – Mahamat Déby | Prim-ministru – Allamaye Halina                                           |
| Cipru                           | Președinte – Nikos Christodoulides | Președinte – Nikos Christodoulides                                        |
| Columbia                        | Președinte – Gustavo Petro | Președinte – Gustavo Petro                                                |
| Comore                          | Președinte – Azali Assoumani | Președinte – Azali Assoumani                                              |
| Congo, Republica                | Președinte – Denis Sassou-Nguesso | Prim-ministru – Anatole Collinet Makosso                                  |
| Congo, Republica Democrată      | Președinte – Félix Tshisekedi | Prim-ministru – Judith Suminwa                                            |
| Coreea de Nord                  | Secretar General al Partidului Muncitoresc – Kim Jong-un | Secretar General al Partidului Muncitoresc – Kim Jong-un                  |
| Coreea de Nord                  | Lider Suprem – Kim Jong-un Șef al Prezidiului Adunării Populare Supreme – Choe Ryong-hae | Premier al Cabinetului – Pak Thae-song                                    |
| Coreea de Sud                   | Președinte – Lee Jae-myung | Prim-ministru – Kim Min-seok                                              |
| Costa Rica                      | Președinte – Rodrigo Chaves Robles | Președinte – Rodrigo Chaves Robles                                        |
| Côte d'Ivoire                   | Președinte – Alassane Ouattara | Prim-ministru – Robert Beugré Mambé                                       |
| Croația                         | Președinte – Zoran Milanović | Prim-ministru – Andrej Plenković                                          |
| Cuba                            | Prim-secretar al Partidului Comunist – Miguel Díaz-Canel | Prim-secretar al Partidului Comunist – Miguel Díaz-Canel                  |
| Cuba                            | Președinte – Miguel Díaz-Canel | Prim-ministru – Manuel Marrero Cruz                                       |
| Danemarca                       | Rege – Frederic al X-lea | Prim-ministru – Mette Frederiksen                                         |
| Djibouti                        | Președinte – Ismaïl Omar Guelleh | Prim-ministru – Abdoulkader Kamil Mohamed                                 |
| Dominica                        | Președinte – Sylvanie Burton | Prim-ministru – Roosevelt Skerrit                                         |
| Ecuador                         | Președinte – Daniel Noboa | Președinte – Daniel Noboa                                                 |
| Egipt                           | Președinte – Abdel Fattah el-Sisi | Prim-ministru – Moustafa Madbouly                                         |
| El Salvador                     | Președinte – Nayib Bukele | Președinte – Nayib Bukele                                                 |
| Elveția                         | Președinte al Confederației – Karin Keller-Sutter | Președinte al Confederației – Karin Keller-Sutter                         |
| Elveția                         | Vicepreședinte al Consiliului Federal – Guy Parmelin |                                                                           |
| Elveția                         | Membru al Consiliului Federal – Viola Amherd |                                                                           |
| Elveția                         | Membru al Consiliului Federal – Ignazio Cassis |                                                                           |
| Elveția                         | Membru al Consiliului Federal – Albert Rösti |                                                                           |
| Elveția                         | Membru al Consiliului Federal – Élisabeth Baume-Schneider |                                                                           |
| Elveția                         | Membru al Consiliului Federal – Beat Jans |                                                                           |
| Emiratele Arabe Unite           | Președinte – Mohammed bin Zayed al Nahyan | Prim-ministru – Mohammed bin Rashid Al-Maktoum                            |
| Eritreea                        | Președinte – Isaias Afwerki | Președinte – Isaias Afwerki                                               |
| Estonia                         | Președinte – Alar Karis | Prim-ministru – Kristen Michal                                            |
| Eswatini                        | Rege – Mswati al III-lea | Prim-ministru – Russell Dlamini                                           |
| Etiopia                         | Președinte – Taye Atske Selassie | Prim-ministru – Abiy Ahmed Ali                                            |
| Fiji                            | Președinte – Naiqama Lalabalavu | Prim-ministru – Sitiveni Rabuka                                           |
| Filipine                        | Președinte – Bongbong Marcos | Președinte – Bongbong Marcos                                              |
| Finlanda                        | Președinte – Alexander Stubb | Prim-ministru – Petteri Orpo                                              |
| Franța                          | Președinte – Emmanuel Macron | Prim-ministru – François Bayrou                                           |
| Gabon                           | Președinte – Brice Oligui | Prim-ministru – Raymond Ndong Sima                                        |
| Gambia                          | Președinte – Adama Barrow | Președinte – Adama Barrow                                                 |
| Georgia                         | Președinte – Salome Zurabișvili | Prim-ministru – Irakli Kobakhidze                                         |
| Germania                        | Președinte – Frank-Walter Steinmeier | Cancelar – Friedrich Merz                                                 |
| Ghana                           | Președinte – John Mahama | Președinte – John Mahama                                                  |
| Grecia                          | Președinte – Konstantinos Tasoulas | Prim-ministru – Kyriakos Mitsotakis                                       |
| Grenada                         | Rege – Charles al III-lea Guvernator General – Cécile La Grenade | Prim-ministru – Dickon Mitchell                                           |
| Guatemala                       | Președinte – Bernardo Arévalo | Președinte – Bernardo Arévalo                                             |
| Guineea                         | Președinte – Mamady Doumbouya | Prim-ministru – Bah Oury                                                  |
| Guineea-Bissau                  | Președinte – Umaro Sissoco Embaló | Prim-ministru – Braima Camará                                             |
| Guineea Ecuatorială             | Președinte – Teodoro Obiang Nguema Mbasogo | Prim-ministru – Manuel Osa Nsue Nsua                                      |
| Guyana                          | Președinte – Irfaan Ali | Prim-ministru – Mark Phillips                                             |
| Haiti                           | Președinte interimar – Laurent Saint-Cyr | Prim-ministru – Alix Didier Fils-Aimé                                     |
| Honduras                        | Președinte – Xiomara Castro | Președinte – Xiomara Castro                                               |
| India                           | Președinte – Droupadi Murmu | Prim-ministru – Narendra Modi                                             |
| Indonezia                       | Președinte – Prabowo Subianto | Președinte – Prabowo Subianto                                             |
| Insulele Marshall               | Președinte – Hilda Heine | Președinte – Hilda Heine                                                  |
| Insulele Solomon                | Rege – Charles al III-lea Guvernator General – David Tiva Kapu | Prim-ministru – Jeremiah Manele                                           |
| Iordania                        | Rege – Abdullah al II-lea | Prim-ministru – Jafar Hassan                                              |
| Irak                            | Președinte – Latif Rashid | Prim-ministru – Mohammed Al-Sudani                                        |
| Iran                            | Lider Suprem – Ali Khamenei | Președinte – Masoud Pezeshkian                                            |
| Irlanda                         | Președinte – Michael D. Higgins | Taoiseach – Micheál Martin                                                |
| Islanda                         | Președinte – Halla Tómasdóttir | Prim-ministru – Kristrún Frostadóttir                                     |
| Israel                          | Președinte – Itzhak Herzog | Prim-ministru – Beniamin Netanyahu                                        |
| Italia                          | Președinte – Sergio Mattarella | Președinte al Consiliului de Miniștri – Giorgia Meloni                    |
| Jamaica                         | Rege – Charles al III-lea Guvernator General – Patrick Allen | Prim-ministru – Andrew Holness                                            |
| Japonia                         | Împărat – Naruhito | Prim-ministru – Shigeru Ishiba                                            |
| Kazahstan                       | Șef al Consiliului de Securitate – Kasîm-Jomart Tokaev | Șef al Consiliului de Securitate – Kasîm-Jomart Tokaev                    |
| Kazahstan                       | Președinte – Kasîm-Jomart Tokaev | Prim-ministru – Oljas Bektenov                                            |
| Kenya                           | Președinte – William Ruto | Președinte – William Ruto                                                 |
| Kirghizstan                     | Președinte – Sadâr Japarov | Prim-ministru – Adylbek Kasymaliev                                        |
| Kiribati                        | Președinte – Taneti Maamau | Președinte – Taneti Maamau                                                |
| Kuwait                          | Emir – Mishal Al-Ahmad Al-Jaber Al-Sabah | Prim-ministru – Ahmad Al-Abdullah Al-Sabah                                |
| Laos                            | Secretar General al Partidului Revoluționar Popular – Thongloun Sisoulith | Secretar General al Partidului Revoluționar Popular – Thongloun Sisoulith |
| Laos                            | Președinte – Thongloun Sisoulith | Prim-ministru – Sonexay Siphandone                                        |
| Lesotho                         | Rege – Letsie al III-lea | Prim-ministru – Sam Matekane                                              |
| Letonia                         | Președinte – Edgars Rinkēvičs | Prim-ministru – Evika Siliņa                                              |
| Liban                           | Președinte – Joseph Aoun | Președinte al Consiliului de Miniștri – Nawaf Salam                       |
| Liberia                         | Președinte – Joseph Boakai | Președinte – Joseph Boakai                                                |
| Libia                           | Președinte al Comsiliului Prezidențial – Mohammed Al-Menfi | Prim-ministru – Abdul Hamid Dbeibeh                                       |
| Liechtenstein                   | Principe – Hans-Adam al II-lea | Șef de Guvern – Daniel Risch                                              |
| Liechtenstein                   | Regent – Alois | Șef de Guvern – Daniel Risch                                              |
| Lituania                        | Președinte – Gitanas Nausėda | Prim-ministru – Rimantas Šadžius                                          |
| Luxemburg                       | Mare Duce – Henric | Prim-ministru – Luc Frieden                                               |
| Luxemburg                       | Regent – Guillaume | Prim-ministru – Luc Frieden                                               |
| Macedonia de Nord               | Președinte – Gordana Siljanovska-Davkova | Președinte al Guvernului – Hristijan Mickoski                             |
| Madagascar                      | Președinte – Andry Rajoelina | Prim-ministru – Christian Ntsay                                           |
| Malawi                          | Președinte – Lazarus Chakwera | Președinte – Lazarus Chakwera                                             |
| Malaysia                        | Rege – Ibrahim Iskandar | Prim-ministru – Anwar Ibrahim                                             |
| Maldive                         | Președinte – Mohamed Muizzu | Președinte – Mohamed Muizzu                                               |
| Mali                            | Președinte de tranziție – Assimi Goïta | Prim-ministru de tranziție – Abdoulaye Maïga                              |
| Malta                           | Președinte – George Vella | Prim-ministru – Robert Abela                                              |
| Maroc                           | Rege – Mohammed al VI-lea | Șef de Guvern – Aziz Akhannouch                                           |
| Mauritania                      | Președinte – Mohamed Ould Ghazouani | Prim-ministru– Mokhtar Ould Djay                                          |
| Mauritius                       | Președinte – Dharam Gokhool | Prim-ministru – Navin Ramgoolam                                           |
| Mexic                           | Președinte – Claudia Sheinbaum | Președinte – Claudia Sheinbaum                                            |
| Micronezia                      | Președinte – Wesley Simina | Președinte – Wesley Simina                                                |
| Monaco                          | Principe – Albert al II-lea | Ministru de Stat – Christophe Mirmand                                     |
| Mongolia                        | Președinte – Ukhnaagiin Khürelsükh | Prim-ministru – Gombojavyn Zandanshatar                                   |
| Mozambic                        | Președinte – Daniel Chapo | Prim-ministru – Maria Benvinda Levy                                       |
| Muntenegru                      | Președinte – Jakov Milatović | Prim-ministru – Milojko Spajić                                            |
| Myanmar                         | Președinte interimar– Myint Swe | Prim-ministru – Nyo Saw                                                   |
| Namibia                         | Președinte – Netumbo Nandi-Ndaitwah | Prim-ministru – Elijah Ngurare                                            |
| Nauru                           | Președinte – David Adeang | Președinte – David Adeang                                                 |
| Nepal                           | Președinte – Ram Chandra Poudel | Prim-ministru – KP Sharma Oli                                             |
| Nicaragua                       | Președinte – Daniel Ortega | Președinte – Daniel Ortega                                                |
| Niger                           | Președinte – Omar Tchiani | Prim-ministru – Ali Lamine Zeine                                          |
| Nigeria                         | Președinte – Bola Tinubu | Președinte – Bola Tinubu                                                  |
| Norvegia                        | Rege – Harald al V-lea | Prim-ministru – Jonas Gahr Støre                                          |
| Noua Zeelandă                   | Rege – Charles al III-lea Guvernator General – Cindy Kiro | Prim-ministru – Christopher Luxon                                         |
| Oman                            | Sultan și Prim-ministru – Haitham bin Tariq Al Said | Sultan și Prim-ministru – Haitham bin Tariq Al Said                       |
| Pakistan                        | Președinte – Asif Ali Zardari | Prim-ministru – Shehbaz Sharif                                            |
| Palau                           | Președinte – Surangel Whipps Jr. | Președinte – Surangel Whipps Jr.                                          |
| Panama                          | Președinte – José Raúl Mulino | Președinte – José Raúl Mulino                                             |
| Papua Noua Guinee               | Rege – Charles al III-lea Guvernator General – Bob Dadae | Prim-ministru – James Marape                                              |
| Paraguay                        | Președinte – Santiago Peña | Președinte – Santiago Peña                                                |
| Peru                            | Președinte – Dina Boluarte | Prim-ministru – Eduardo Arana Ysa                                         |
| Polonia                         | Președinte – Andrzej Duda | Prim-ministru – Donald Tusk                                               |
| Portugalia                      | Președinte – Marcelo Rebelo de Sousa | Prim-ministru – Luís Montenegro                                           |
| Qatar                           | Emir – Tamim bin Hamad Al Thani | Prim-ministru – Mohammed bin Abdulrahman Al Thani                         |
| Regatul Unit                    | Rege – Charles al III-lea | Prim-ministru – Keir Starmer                                              |
| Republica Centrafricană         | Președinte – Faustin-Archange Touadéra | Prim-ministru – Félix Moloua                                              |
| Republica Dominicană            | Președinte – Luis Abinader | Președinte – Luis Abinader                                                |
| Republica Moldova               | Președinte – Maia Sandu | Prim-ministru – Dorin Recean                                              |
| România                         | Președinte – Nicușor Dan | Prim-ministru – Ilie Bolojan                                              |
| Rusia                           | Președinte – Vladimir Putin | Prim-ministru – Mihail Mișustin                                           |
| Rwanda                          | Președinte – Paul Kagame | Prim-ministru – Justin Nsengiyumva                                        |
| Samoa                           | O le Ao o le Malo – Va'aletoa Sualauvi al II-lea | Prim-ministru – Naomi Mata'afa                                            |
| San Marino                      | Căpitan Regent – Dalibor Riccardi | Căpitan Regent – Dalibor Riccardi                                         |
| San Marino                      | Căpitan Regent – Francesca Civerchia |                                                                           |
| São Tomé și Príncipe            | Președinte – Carlos Vila Nova | Prim-ministru – Américo Ramos                                             |
| Senegal                         | Președinte – Bassirou Diomaye Faye | Prim-ministru – Ousmane Sonko                                             |
| Serbia                          | Președinte – Aleksandar Vučić | Prim-ministru – Đuro Macut                                                |
| Seychelles                      | Președinte – Wavel Ramkalawan | Președinte – Wavel Ramkalawan                                             |
| Sfânta Lucia                    | Rege – Charles al III-lea Guvernator General – Errol Charles | Prim-ministru – Philip J. Pierre                                          |
| Sfântul Cristofor și Nevis      | Rege – Charles al III-lea Guvernator General – Marcella Liburd | Prim-ministru – Terrance Drew                                             |
| Sfântul Vicențiu și Grenadinele | Rege – Charles al III-lea Guvernator General – Susan Dougan | Prim-ministru – Ralph Gonsalves                                           |
| Sierra Leone                    | Președinte – Julius Maada Bio | Șef Ministru – David Moinina Sengeh                                       |
| Singapore                       | Președinte – Tharman Shanmugaratnam | Prim-ministru – Lawrence Wong                                             |
| Siria                           | Președinte – Ahmed al-Sharaa | Prim-ministru – Mohammad Ghazi al-Jalali                                  |
| Slovacia                        | Președinte – Peter Pellegrini | Prim-ministru – Robert Fico                                               |
| Slovenia                        | Președinte – Nataša Pirc Musar | Prim-ministru – Robert Golob                                              |
| Somalia                         | Președinte – Hassan Sheikh Mohamud | Prim-ministru – Hamza Abdi Barre                                          |
| Spania                          | Rege – Filip al VI-lea | Președinte al Guvernului – Pedro Sánchez                                  |
| Sri Lanka                       | Președinte – Anura Kumara Dissanayake | Prim-ministru – Harini Amarasuriya                                        |
| Statele Unite                   | Președinte – Donald Trump | Președinte – Donald Trump                                                 |
| Sudan                           | Lider al Consiliului de Suveranitate – Abdel Fattah al-Burhan | Prim-ministru – Kamil Idris                                               |
| Sudanul de Sud                  | Președinte – Salva Kiir Mayardit | Președinte – Salva Kiir Mayardit                                          |
| Suedia                          | Rege – Carl al XVI-lea Gustaf | Prim-ministru – Ulf Kristersson                                           |
| Surinam                         | Președinte – Jennifer Geerlings-Simons | Președinte – Jennifer Geerlings-Simons                                    |
| Tadjikistan                     | Președinte – Emomali Rahmon | Prim-ministru – Kohir Rasulzoda                                           |
| Tanzania                        | Președinte – Samia Suluhu | Prim-ministru – Kassim Majaliwa                                           |
| Thailanda                       | Rege – Vajiralongkorn | Prim-ministru – Paetongtarn Shinawatra                                    |
| Timor-Leste                     | Președinte – José Ramos-Horta | Prim-ministru – Xanana Gusmão                                             |
| Togo                            | Președinte – Jean-Lucien Savi de Tové | Prim-ministru – Faure Gnassingbé                                          |
| Tonga                           | Rege – Tupou al VI-lea | Prim-ministru – Samiu Vaipulu                                             |
| Trinidad și Tobago              | Președinte – Christine Kangaloo | Prim-ministru – Keith Rowley                                              |
| Tunisia                         | Președinte – Kaïs Saïed | Șef de Guvern – Kamel Madouri                                             |
| Turcia                          | Președinte – Recep Tayyip Erdoğan | Președinte – Recep Tayyip Erdoğan                                         |
| Turkmenistan                    | Președinte – Serdar Berdîmuhamedov | Președinte – Serdar Berdîmuhamedov                                        |
| Tuvalu                          | Rege – Charles al III-lea Guvernator General – Tofiga Vaevalu Falani | Prim-ministru – Feleti Teo                                                |
| Țările de Jos                   | Rege – Willem-Alexander | Prim-ministru – Dick Schoof                                               |
| Ucraina                         | Președinte – Volodîmîr Zelenski | Prim-ministru – Iuliia Svîrîdenko                                         |
| Uganda                          | Președinte – Yoweri Museveni | Prim-ministru – Robinah Nabbanja                                          |
| Ungaria                         | Președinte – Tamás Sulyok | Prim-ministru – Viktor Orbán                                              |
| Uruguay                         | Președinte – Yamandú Orsi | Președinte – Yamandú Orsi                                                 |
| Uzbekistan                      | Președinte – Șavkat Mirziyoyev | Prim-ministru – Abdulla Aripov                                            |
| Vanuatu                         | Președinte – Nikenike Vurobaravu | Prim-ministru – Jotham Napat                                              |
| Vatican                         | Suveran – Leon al-XIV-lea | Președinte al Comisiei Pontificale – Fernando Vérgez Alzaga               |
| Venezuela                       | Președinte – Edmundo González | Președinte – Edmundo González                                             |
| Vietnam                         | Secretar General al Partidului Comunist – Tô Lâm | Secretar General al Partidului Comunist – Tô Lâm                          |
| Vietnam                         | Președinte – Lương Cường | Prim-ministru – Phạm Minh Chính                                           |
| Yemen                           | Președinte – Rashad al-Alimi | Prim-ministru – Salem Saleh bin Braik                                     |
| Zambia                          | Președinte – Hakainde Hichilema | Președinte – Hakainde Hichilema                                           |
| Zimbabwe                        | Președinte – Emmerson Mnangagwa | Președinte – Emmerson Mnangagwa                                           |